# 米子市立東山中学校
米子市立東山中学校（よなごしりつ ひがしやまちゅうがっこう）は、鳥取県米子市車尾にある公立中学校。

## 沿革
- 1947年4月 - 米子市立第一中学校創立[2]。
- 1979年4月 - 現在地に新築移転し、米子市立東山中学校と改称。
- 2011年 - 特別教室棟を建て替え。
- 2014年1月 - 特別教室棟屋上にソーラーパネル(シャープ製)を設置。発電された電気は中国電力に売電される。

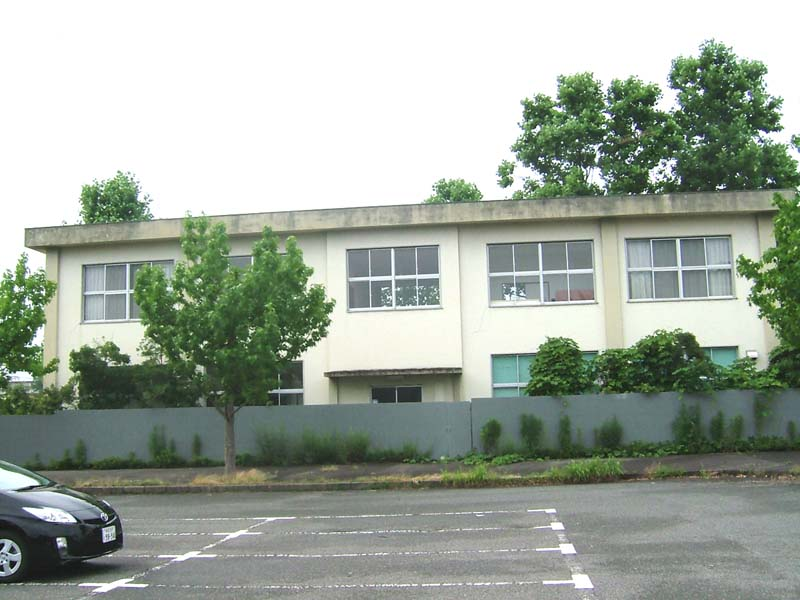
旧第一中学校校舎の一部
東山プール前、市営合宿所として利用されていたが現在は閉鎖。解体が予定されている（2012年11月確認）。

- 同年10月 - 管理棟の耐震化工事、給食室の準備工事が完了。
- 2015年4月 -給食室が供用開始。
- 同年10月 - 体育館の耐震化工事が完了。

## 部活動

### 運動部
- 野球部
- 駅伝部
- 水泳部
- 弓道部
- 卓球部
- サッカー部（男子）
- ソフトボール部（女子）
- ソフトテニス部
- バレーボール部（女子）
- バスケットボール部
- バドミントン部
- 応援団
- 陸上部

### 文化部
- 吹奏楽部
- 美術部

## 著名な出身者
- 岩本紘一 - アマチュア野球選手、監督
- 近藤宏樹 - 政治家、元島根県安来市長
- 浜田和幸 - 参議院議員
- 新上博巳 - アクション俳優
- 九里亜蓮 - プロ野球選手、オリックス・バファローズ ※3年途中から後藤ヶ丘中より転入
- 岡本飛竜 - プロバスケットボール選手、アルバルク東京
- 山口宏 - アニメ脚本家、新世紀エヴァンゲリオンほか
- 山本大斗 - プロ野球選手、千葉ロッテマリーンズ

## 校区
- 校区は、啓成小学校、車尾小学校の通学区域となっている。

## 交通アクセス
- JR山陰本線東山公園駅下車。